# Prefectura de Haute-Kotto
Haute-Kotto (francés: «Alta Kotto») es una de las 14 prefecturas de la República Centroafricana. Está situada en el centro-este del país, junto con Sudán. Su capital es Bria. Linda con las prefecturas de Vakaga al norte, Bamingui-Bangoran al noroeste, Ouaka al oeste, Basse-Kotto y Mbomou al sur, y Haut-Mbomou al este.